# 膜輸送体
膜輸送体（まくゆそうたい；英: Membrane transport protein）とは、生体膜を貫通し、膜を通して物質の輸送をする蛋白質の総称である。単に輸送体または輸送担体（Transporter）あるいは輸送蛋白質（Transport protein）ともいう。
親油性の低分子化合物は、生体膜を通して高濃度側から低濃度側へ自発的に（濃度勾配に従って）移動する。しかし親油性の低い物質はそのように自発的には移動しない。また低濃度側から高濃度側への（濃度勾配に逆らう）移動は自発的には進行せず自由エネルギーの供給が必要である。これらの非自発的な輸送を司るのが膜輸送体である。
膜輸送体による輸送は上のように2つに分けられ、このうち親油性の低い物質の移動を促進拡散（受動輸送の一種）という。またエネルギーを要する低濃度側から高濃度側への移動を能動輸送という。以下、この機能的分類に従って説明する。

## チャネル

細胞膜における促進拡散の模式図：イオンチャネル（左）と輸送蛋白質（右の3つ）

促進拡散はエネルギーを必要としない。これはチャネルと呼ばれる蛋白質によって行われる。これらは膜を貫通する複数のサブユニットからなる蛋白質で、分子内部には極性アミノ酸からなる“穴”（ポア：Pore）を持っており、ここに選択的にイオンまたは低分子化合物を通す。主なものとしてイオンチャネルとアクアポリン（水チャネル；水以外の低分子化合物を通すものもある）がある。このほかに低分子化合物を通す単輸送体（二次性能動輸送体の項に記す）や、ポリンもある。
イオンチャネルにはゲートと呼ばれる機能があり、何らかの刺激を受けるとチャネルが開いて基質が通るようになっている。刺激の種類により、リガンド結合性イオンチャネル(ニコチン性アセチルコリン受容体などの受容体)や電位依存性イオンチャネル、リン酸化依存性イオンチャネル、温度センサー型イオンチャネル、力学センサー型イオンチャネルに分けられる。これらは特に神経や感覚受容器、筋肉などで重要な機能を果たしている。
ポリンはβバレル構造による巨大なポアを持つ蛋白質(他の多くの輸送体ではαヘリックスが膜貫通部位を作る)で、細菌やミトコンドリア、葉緑体の外膜にある。低分子量化合物やイオンを通し、ミトコンドリアのポリンは電位依存性アニオンチャネルとしても働いている。

## 能動輸送体
能動輸送に関わる蛋白質にはエネルギーが必要である。これは、膜の向きとは関係ない化学エネルギーや光エネルギーを利用する一次性能動輸送体と、膜をはさんだ電気化学ポテンシャル差（ベクトル的な自由エネルギー）を利用する二次性能動輸送体に分けられる。二次性能動輸送体のエネルギー源は元をたどれば一次性能動輸送体に由来するものである。

### 一次性能動輸送体
代表的なものとして、アデノシン三リン酸（ATP）の化学エネルギーを利用するものがある。これらはATPアーゼ活性を持ち、ATPの加水分解と共役して物質を輸送する。各種のイオンポンプ（イオン輸送性ATPアーゼ）や、ABC輸送体などがある。

#### イオンポンプ

ナトリウム-カリウムポンプの働きは、一次能動輸送の一例である。左から右に向かって4つの連続したステップが示されている。(1)3つのナトリウムイオン(濃橙)が細胞内側の輸送体に入る。(2)ATPからリン酸化基が輸送体に付加される。これにより、輸送体は内側で閉じ、外側で開く。すると、ナトリウムイオンは外側に排出される。(3) 2つのカリウムイオン(淡橙)が外側から輸送体に入る。(4)輸送体が内側に開き、カリウムイオンとリン酸が内側に放出される。

イオン輸送性ATPアーゼはF型、A型、V型、P型に分けられる。いずれも反応は可逆的であるが、特にF型とA型のプロトンポンプ（H+-ATPアーゼ）は、逆反応によってプロトン濃度差のエネルギーを使いATPを合成する（ATP合成酵素）のを主な機能としており、ミトコンドリアや葉緑体でのATP合成に関与する。 F型ATPアーゼは構造中にF0及びF1ドメインを含む。プロトンの流れとともにF1ドメイン（モータードメイン）が回転しながらATP産生を行う。 V型ATPアーゼは液胞などのオルガネラでプロトン輸送を行う。 P型ATPアーゼには各種陽イオンを輸送するものがあり、代表的なものとして、筋肉のNa+/K+-ATPアーゼ、Ca2+-ATPアーゼ、胃のH+/K+-ATPアーゼなどがある。 Na+/K+-ATPアーゼやH+/K+-ATPアーゼはそれぞれナトリウムイオン・プロトンとカリウムイオンを逆方向へ運ぶ対向輸送を行っている。 また植物の液胞には、ATPでなくピロリン酸をエネルギー源として用いるプロトンポンプがある。

#### ABC輸送体
ABC輸送体は、高度に保存されたATP結合部位（ATP-Binding Cassette：ABC）を持つ蛋白質スーパーファミリーで、がん細胞の多剤耐性の原因となるP-糖蛋白質をはじめ、薬物の排出やペプチドの分泌、またアミノ酸などの取り込みに関与する多数の輸送体が知られる。嚢胞性線維症の原因遺伝子CFTRの産物も、構造的にはここに含まれるが塩素イオンチャネルとして働いている。

#### その他の一次性能動輸送体
蛋白質の分泌に関与するSec系などの蛋白質複合体も、ATPをエネルギー源とする能動輸送体である。 また、バクテリオロドプシン、光合成の反応中心、あるいはミトコンドリア・葉緑体の電子伝達系では、それぞれ光エネルギー、酸化還元反応で得られるエネルギーにより、膜の一方から他方へプロトンが移動し（この濃度差が結果的にATP合成のエネルギー源となる）、これらも（広義の）プロトンポンプと呼ばれる。 他に、化合物の細胞内への取り込みとそれを基質とする結合反応とを共役させて行う酵素蛋白質がある。例としては、糖の取り込みと共役したリン酸化、アミノ酸の取り込みと共役したγ-グルタミルアミノ酸合成（これらはグループ転移：Group translocationと呼ばれる）や、脂肪酸の取り込みと共役した補酵素A結合反応がある。

### 二次性能動輸送体
二次性能動輸送を司る輸送体は、キャリアー（Carrier：運搬体）とも呼ばれる。膜の両側の電気化学ポテンシャル差、すなわち濃度勾配とイオンによる電位差をエネルギー源として物質を輸送する。このエネルギー源として原核生物ではプロトンが、真核生物ではナトリウムイオンが使われる例が多い。酵素と同じ速度論的性質（ミカエリス・メンテン式）を示すので、基質を結合した中間体を経て輸送するものと考えられる。そのため、（正確には酵素ではないが）透過酵素またはパーミアーゼ（Permease）とも呼ばれる。
輸送の様式により、膜内外にある2つの物質を互いに交換する対向輸送体（Antiporter）と、同じ方向に送る共輸送体（Symporter）、さらに1つの物質だけを送る単輸送体（Uniporter）に分けられる。単輸送体は機能的には促進拡散を行うチャネルと同じであるが、構造・機序が異なるため区別する。
これらの蛋白質の多くは、膜貫通領域を12個ないし14個持つという構造的共通点があり、MFS（Major Facilitator Superfamily）スーパーファミリーとしてまとめられる。
対向輸送体には、Na+/H+対向輸送体（例えば大腸菌のNhaA, NhaBなど）、H+/抗菌薬対向輸送体（いわゆるH+共役型多剤排出トランスポーター（例えば大腸菌のAcrB, MdfA, EmrEなど））やNa+/抗菌薬対向輸送体（いわゆるNa+共役型多剤排出トランスポーター（例えば大腸菌のNorMなど））などがある。 共輸送体には、Na+/Cl--共輸送体、Na+/アミノ酸共輸送体（例えば大腸菌のNa+共役型セリン取り込み輸送体SstTなど）、Na+/糖共輸送体（例えば腸炎ビブリオのNa+共役型グルコース取り込み輸送体SglSなど）やH+/糖共輸送体（大腸菌のラクトースオペロンに含まれるlacY遺伝子の産物（H+共役型ラクトース取り込み輸送体）などがある。
単輸送体の代表的なものには、グルコースキャリアーがある。